# Коррея, Марсел
Марсел Коррея (порт. Marcel Correia; род. 16 мая 1989, Кайзерслаутерн) — португальский футболист, центральный защитник клуба «Эльферсберг».

## Клубная карьера
Коррейя родился в Кайзерслаутерне в семье португальских иммигрантов, но не имеет немецкого гражданства. Марсел с 6 лет начал заниматься футболом в детской школе «Кайзерслаутерна». В сезоне 2007/08 дебютировал во второй команде в матче против клуба «Пирмазенс». С сезона 2009 года Марсел включался в заявку основной команды, но не провёл за неё ни одного матча.
Перед началом сезона 2011/12 Коррея стал свободным агентом и подписал контракт с брауншвейгским «Айнтрахтом», выступавшим во Второй Бундеслиге. За новый клуб дебютировал в игре против «Мюнхен 1860». В первом сезоне за «Айнтрахт» провёл 19 матчей, забил 1 гол. В сезоне 2012/13, в котором его клуб добился выхода в Бундеслигу, Коррея сыграл 17 игр. В Бундеслиге Марсел дебютировал в матче первого тура против бременского «Вердера». С 2015 по 2017 год Коррея был капитаном «Айнтрахта». Однако по окончании сезона 2016/17 его контракт с клубом не был продлен. 
В сезоне 2017/18 Марсел Коррея вернулся в родную команду — «Кайзерслаутерн», с которым заключил контракт до 2020 года.